# Мехелен
Ме́хелен (нід. Mechelen нід. вимова: [ˈmɛxələ(n)] ( прослухати)), французька назва Малі́н (фр. Malines [malin]) — місто і муніципалітет в бельгійській провінції Антверпен. Місто має населення 80 тис. мешканців та лежить на промисловій осі Брюссель-Антверпен, десь за 25 км від кожного з цих міст.
Місто розташоване вздовж річки Дейле. Найзначніші міста вздовж річки Дейле — університетський Левен, Вавр та Мехелен. До Мехелена зараховані також поселення:
- Валем (Walem),
- Лест (Leest),
- Мейзен (Muizen)
- Гомбек (Hombeek).

Загальна кількість мешканців становила 80.170 осіб (на 2008 р.) Наближеність до промислового, ремісничого і портового міста Антверпен не сприяла значному розвитку Мехелена, що роками відбирав матеріальні та людські ресурси.

## Топографічні дані

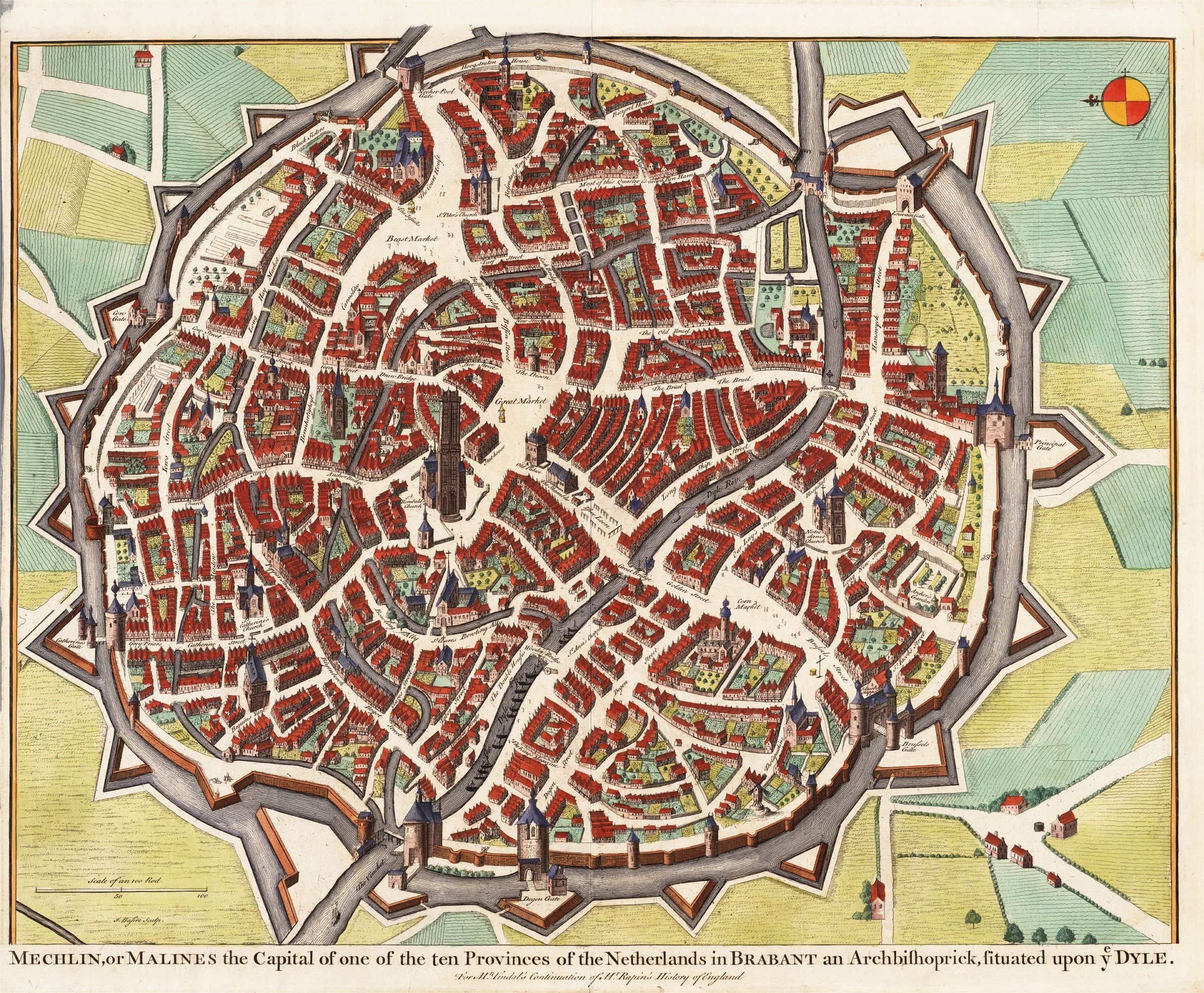
Старовинна мапа Мехелена, 1745 р.

Місто розташоване в низині, навкруги були болота. Щоб позбавити місто від зайвої вологи, була створена мережа каналів. В 16 столітті місто мало декілька штучно утворених островів і мостів.

## Історичні дані
Землі теперішньої Бельгії були колонізовані ще римлянами. На місці Мехелена було давньоримське поселення, що занепало разом з Римською імперією у 4 ст. н. е. МІсцевість перейшла до німецькомовних варварських племен. Християнство сюди приніс Румболд (або Св. Ромуальд). Він же заснував тут перший монастир.
Св. Румболд (або Св. Ромуальд) став з часом небесним покровителем Мехелена, йому присвятили катедральний собор міста, де зберігають священну реліквію — ребро Св. Ромуальда. Перша письмова згадка про місто знайдена під 1008 роком, хоча Мехелену більше 2.000 років. В добу готики в місті почалося будівництво кам'яних споруд, у тому числі і соборів.

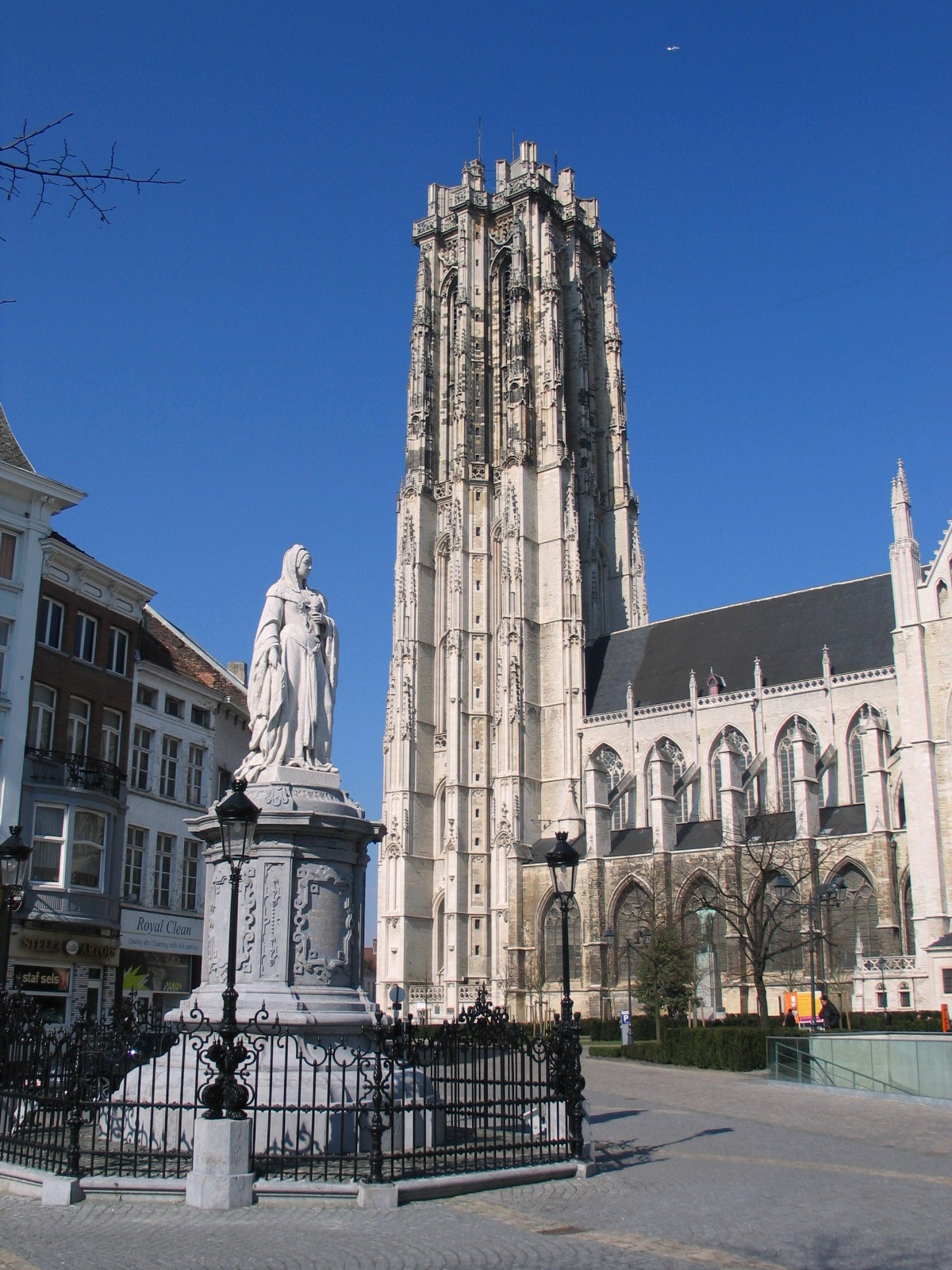
Катедральний собор та монумент Маргариті Австрійській.

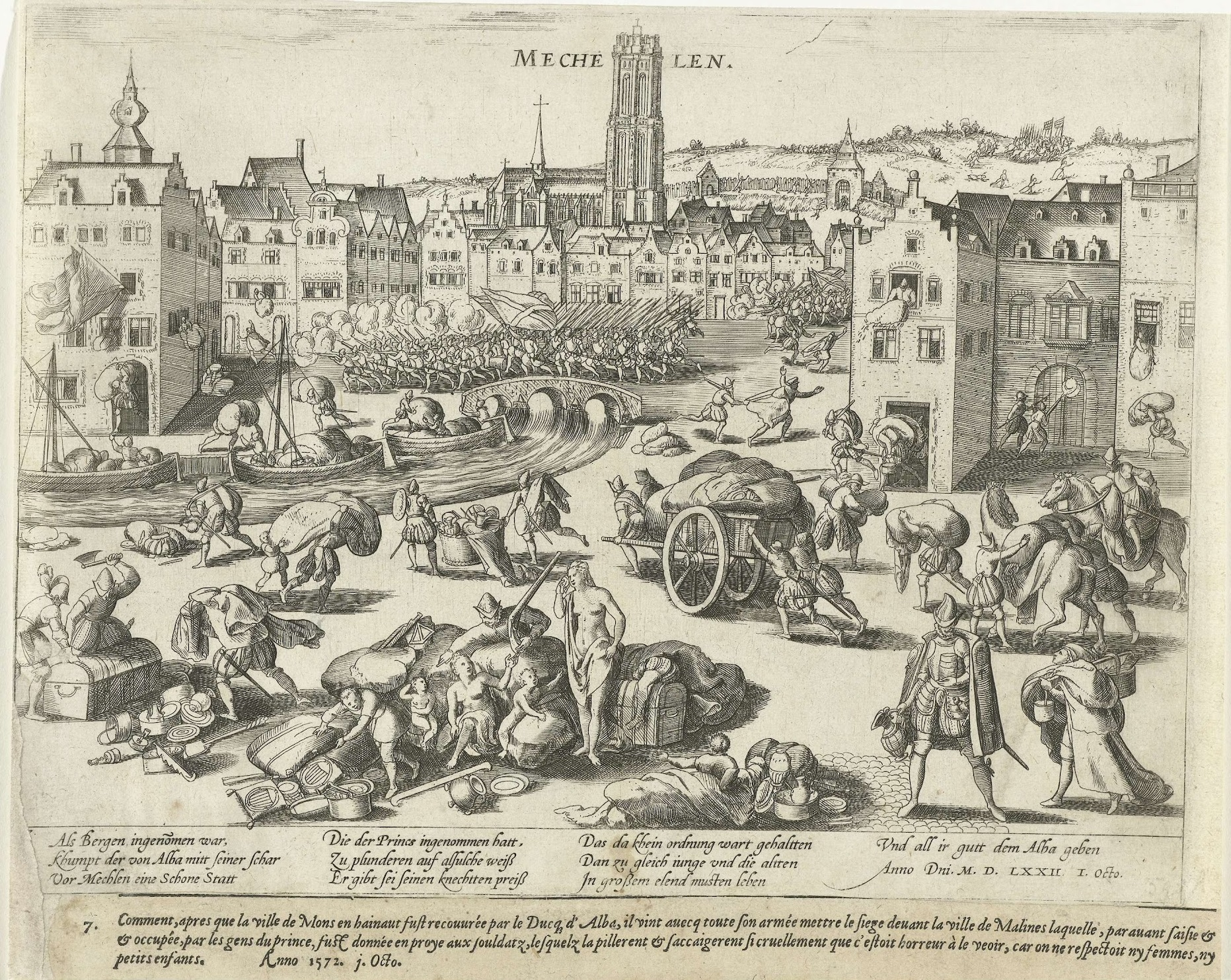
Пограбування і руйнація Мехелена у 1572 р. вояками герцога Альби. Офорт, Музей Бойманс ван Бенінген, Роттердам.

Місто збагачувала торгівля сукнами і текстилем, а політична влада перейшла до герцогів Бургундських. Деякий час статус міста підвищився настільки, що Мехелен обрала власною резиденцією Маргарита Австрійська (1480—1530), зробивши його столицею габсбурзьких Нідерландів. В подяку за мирне правління мешканці міста створили монумент Маргарити Австрійської, що стоїть на майдані поряд з катедральним собором.
По смерти володарки Маргарити — по заповіту землі і місто перейшли до імператора Карла V, її племінника, і стали центром Іспанських Нідерландів. Карл V, незважаючи на іспанську корону, не говорив іспанською і надавав перевагу Нідерландам, де народився і виховувався.
Роки правління Маргарити Австрійської були періодом спокою і мирного розвитку краю, попри те, що набирав міці протестантизм, більше на півночі краю. Перших протестантських мучеників іспанські католики спалили між 1524–1525 роками. За підрахунками за роки правління Карла V було винищено 150 000 фламандців-протестантів.
Значення міста зменшилось у зв'язку з переносом державних установ до міста Брюсселя. Але Мехелен з 1559 року обрали центром католицької єпархії, яке місто зберігає донині. Тепер у Бельгії два відомих релігійних центри — сам Мехелен та Брюссель.
1572 року, під час Восьмидесятирічної війни, Мехелен захопили іспанські вояки, значні каральні експедиції з убивством мешканців і пограбуванням міста провели іспанські вояки герцога Альби. У Фландрії не вщухали спалення єретиків, яких карали іспанські католики. За один рік панування імператора Філіпа II було знищено вже 50.000. Якщо іспанці захоплювали фламандське місто, мешканці мали перейти у католицізм за два роки. Або емігрувати. Після 1584 року до Голландських провінцій емігрувало близько 600.000 фламандців.
Південні Нідерланди були утримані в лоні католицької церкви на відміну від Північних провінцій, що вибороли незалежність і створили перше капіталістичне державне утворення в Європі — Голландію. Мехелен, незважаючи на трагічні події 16 ст., відбудували. За кількістю збережених пам'яток архітектури місто посідає друге місце в сучасній Бельгії. Дещо менше значення мало місто як художній центр через постійну еміграцію митців в інші мистецькі центри (до Брюсселя, Антверпена, художніх центрів Голландії). Мало місто і власну гільдію Св. Луки.

## Катедральний собор Св. Румболда
Докладніше: Собор святого Румбольда

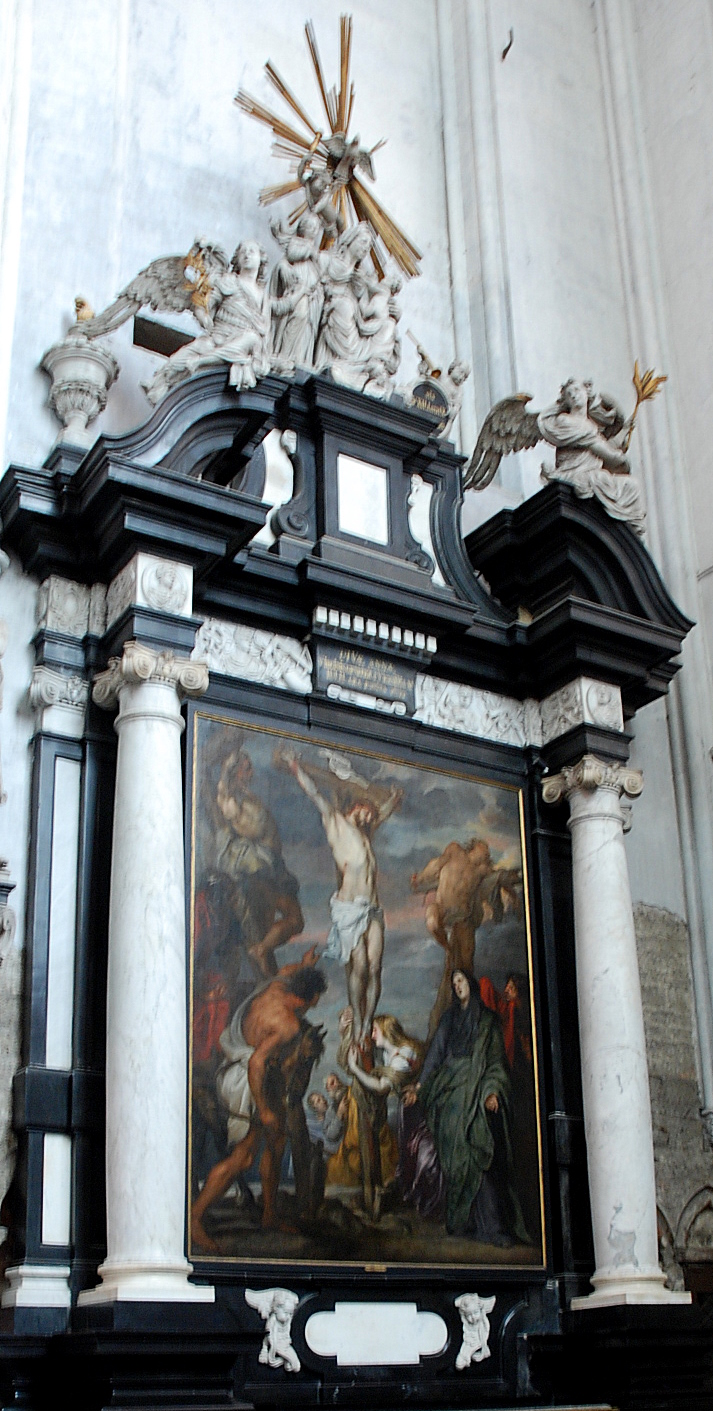
Вівтар «Розп'яття», що створив художник Антоніс ван Дейк, собор Св. Румболда

Собор присвячено місіонеру Румболду (або Ромуальду) з Ірландії, що приніс християнство до Мехелена. Будівництво розпочали в 13 столітті. Споруда — хрещата за поземним планом, має три нави, головна нава вища за бічні. Західний фасад прикрашає не дві, а одна велетенська вежа.
За попередніми розрахунками — вежа мала закінчуватися складним шпилястим дахом. Собор освятили 1312 року, незважаючи на недобудови. Приблизно з 1335 року розпочалася нова кампанія по добудові, ймовірно, за проектом архітектора Жана д'Осей. Але велетенська вежа так і залишилася недобудованою на рівні дев'яноста семи метрів. Могутній силует готичної вежі справляє неабияке враження навіть в недобудованому стані і нагадує вежу середньовічного замку через контрфорси та плаский дах. Вежа собору обладнана двома карильйонами, якими уславилось місто по всій Європі.
Собор знав періоди піднесення і занепаду. В роки релігійних воєн — втратив більшість середньовічних меблів і срібного посуду. В роки кальвініського режиму (1580—1585) все, що нагадувало католицьке богослужіння, було видалене. Мехелен був захоплений вояками Наполеона і зазнав військових пограбувань у 1792—1794 рр. Постаждала будівля і від бомбардувань міста під час 1-ї світової війни. В 20 столітті собор постраждав також від пожежі 1972 року. Відреставрована пам'ятка внесена до переліку видатних історичних споруд ЮНЕСКО.

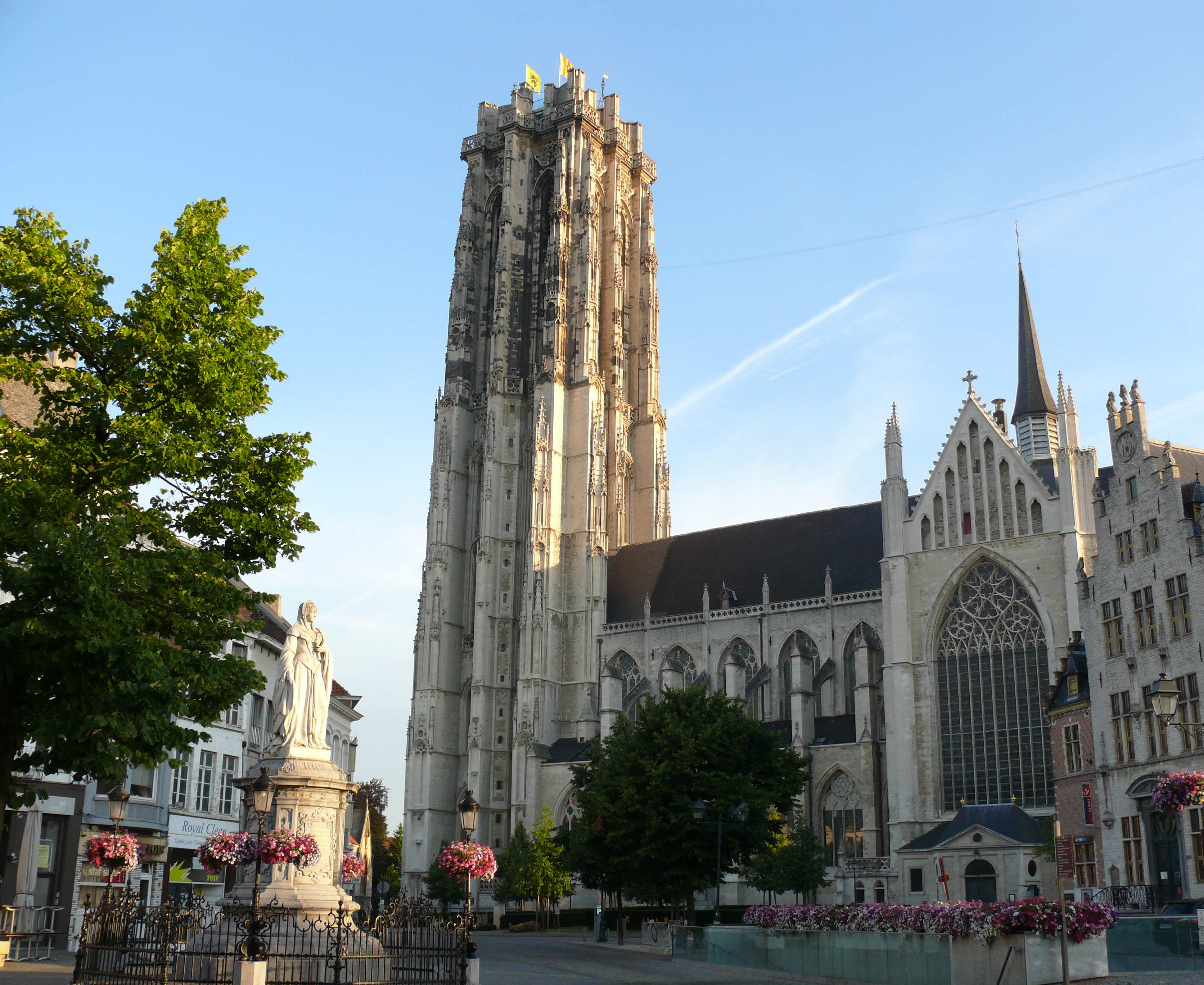
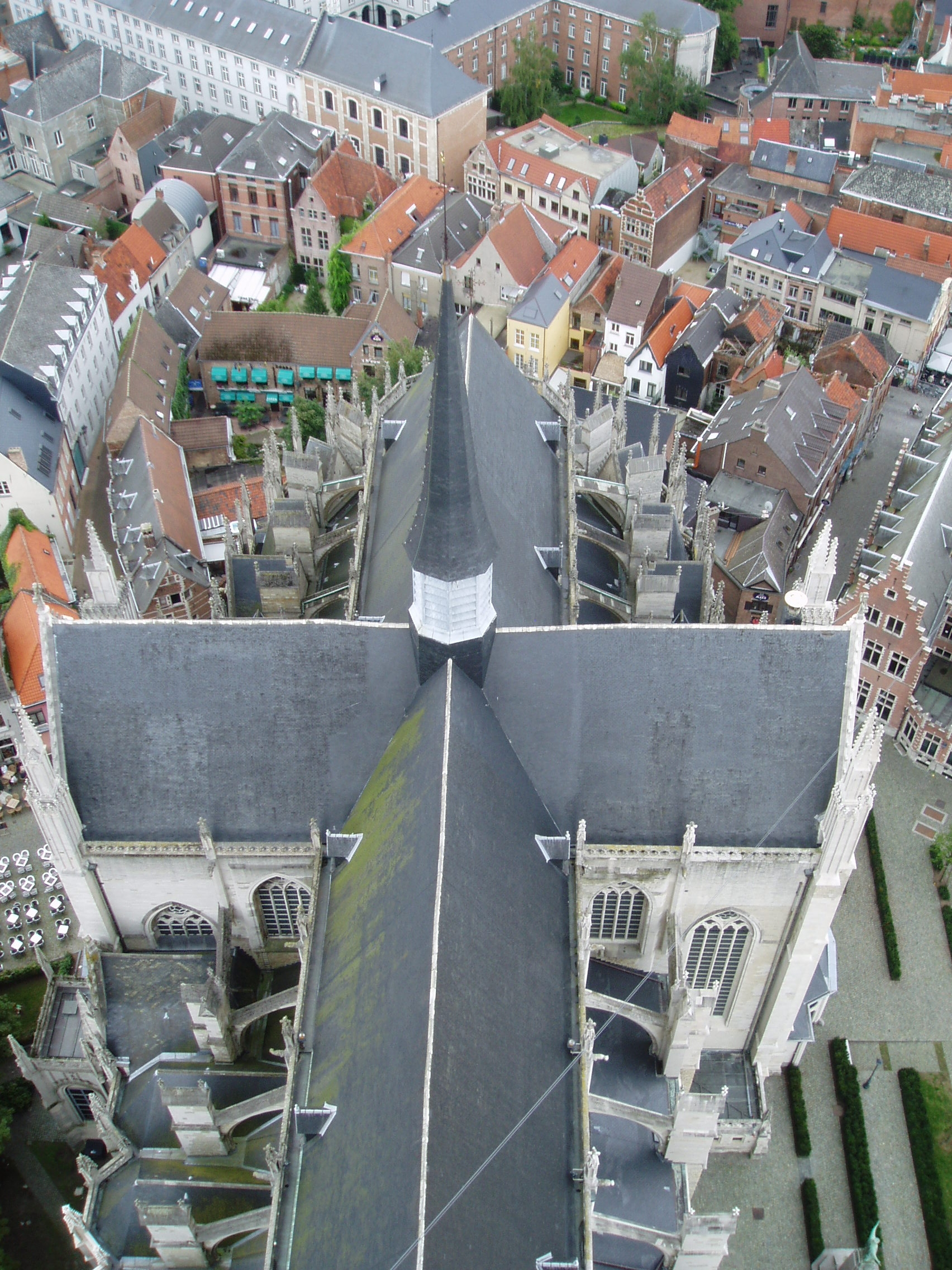
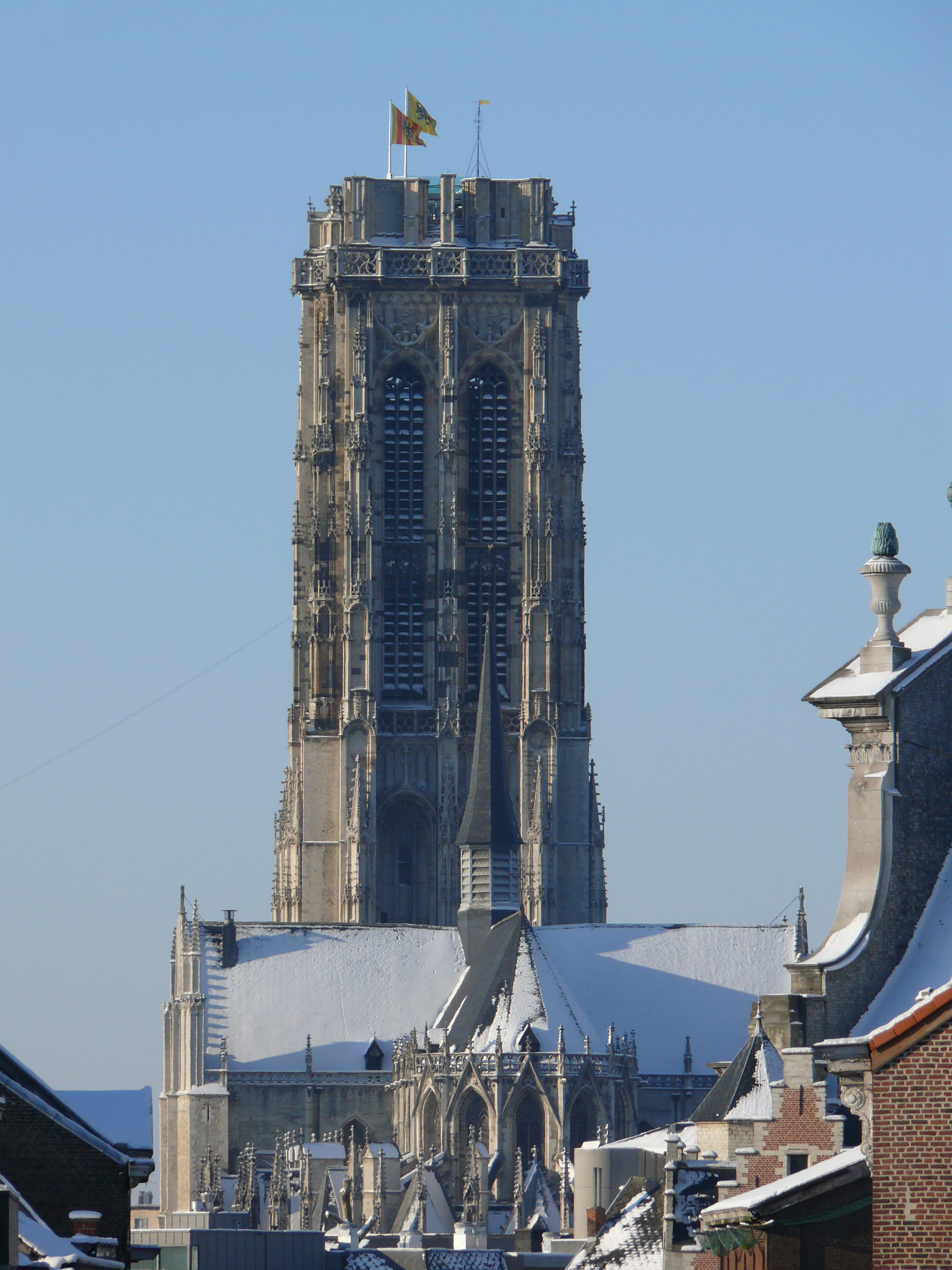
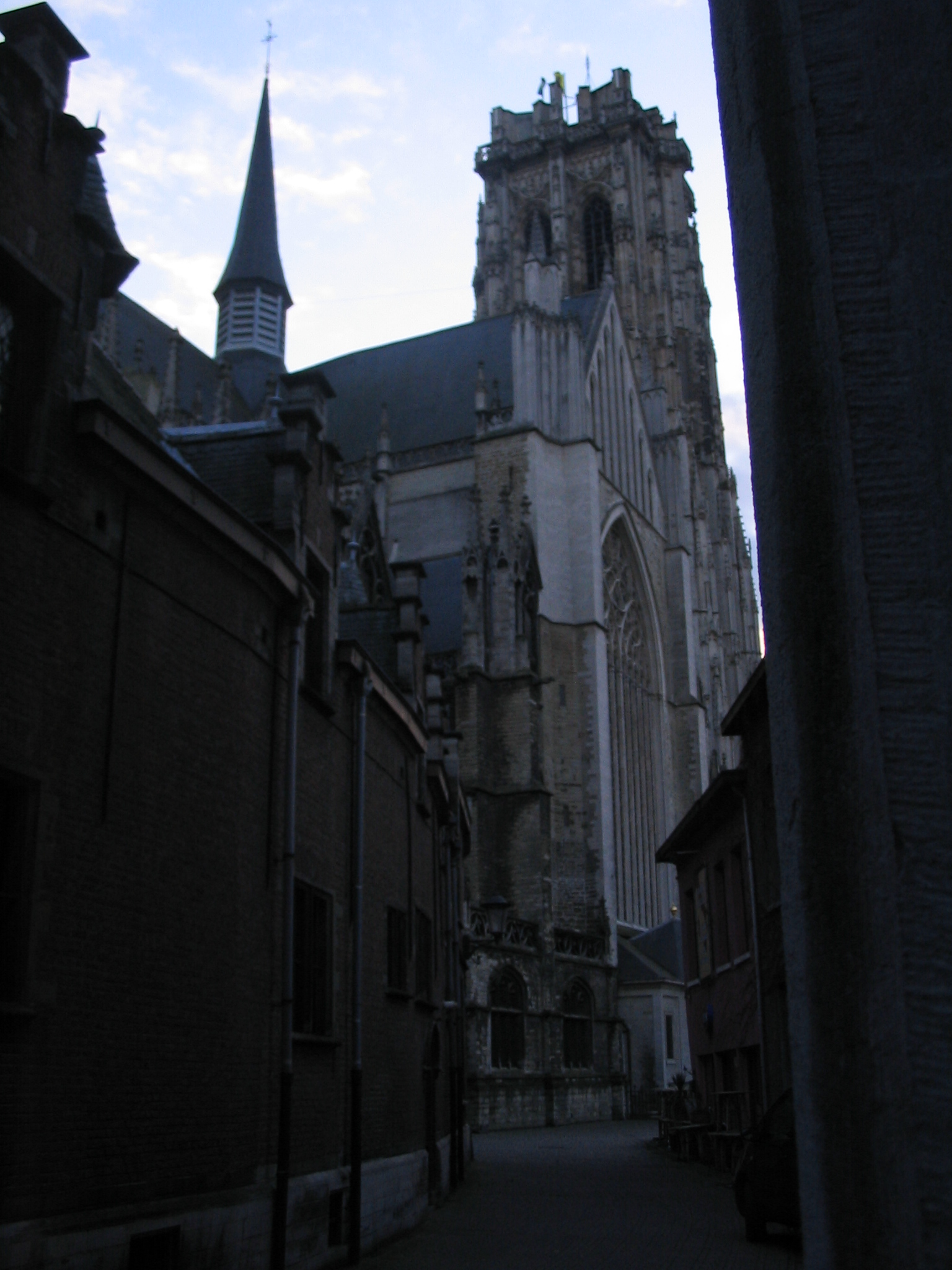

## Церкви міста
- Базиліка Богоматері
- церква Св. Петра й Павла єзуїтів
- церква Св. Катліни
- церква Св. Івана Хрестителя

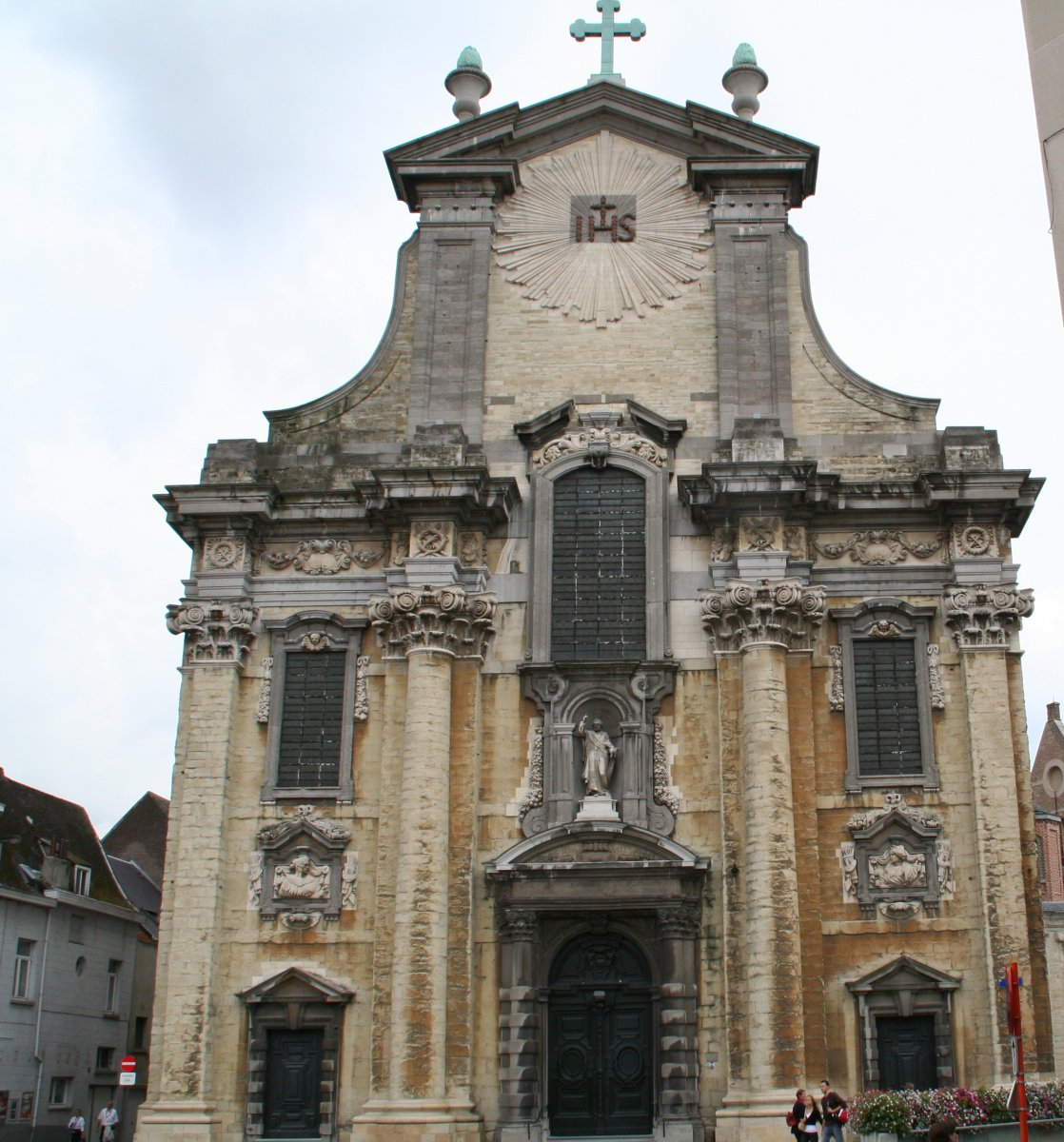
Церква Св. Петра й Павла єзуїтів

- церква бегінок Св. Алексія та Катліни
- церква Богоматері за річкою Дейле

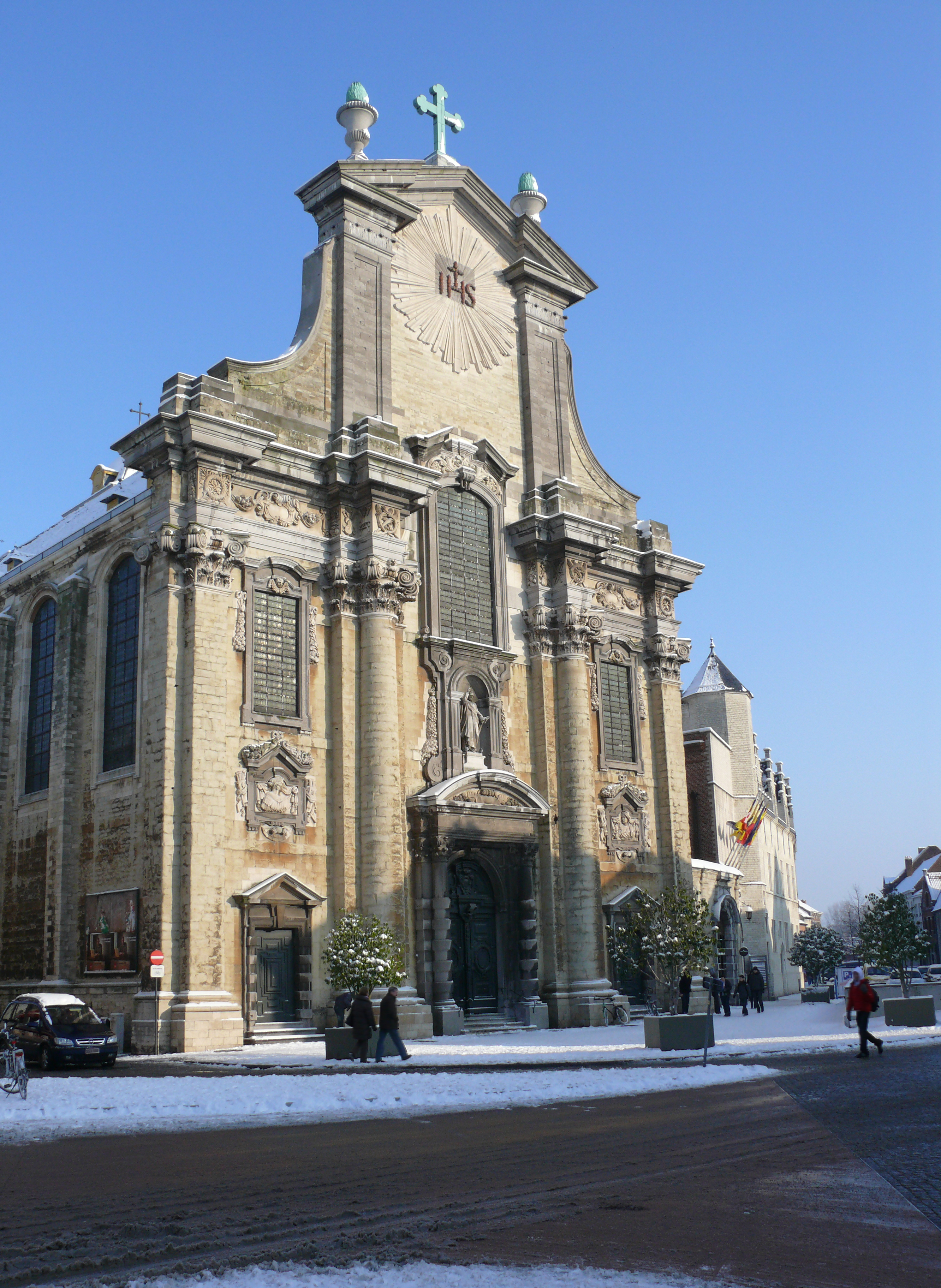
церква Св. Петра й Павла єзуїтів
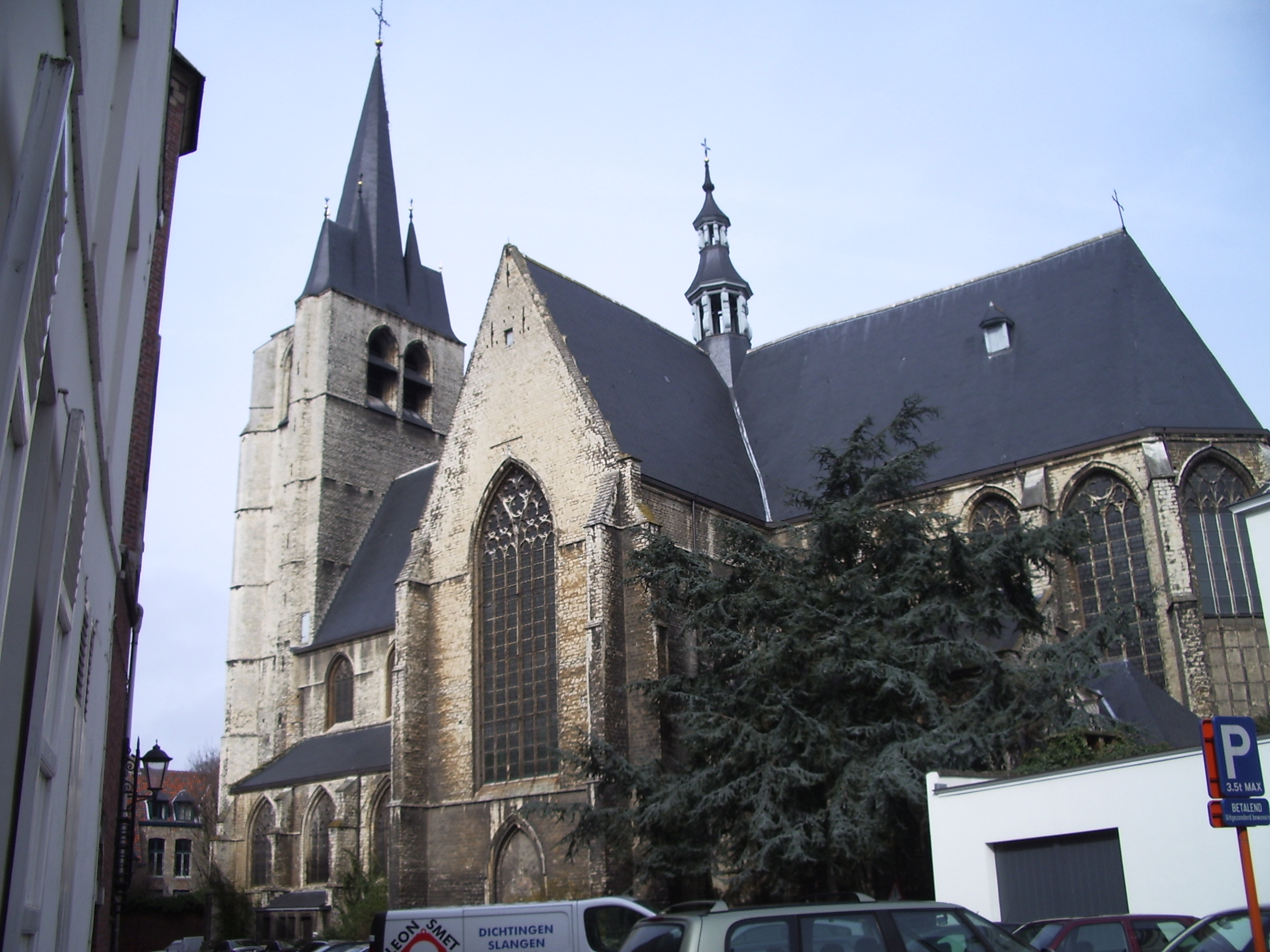
церква Св. Івана Хрестителя
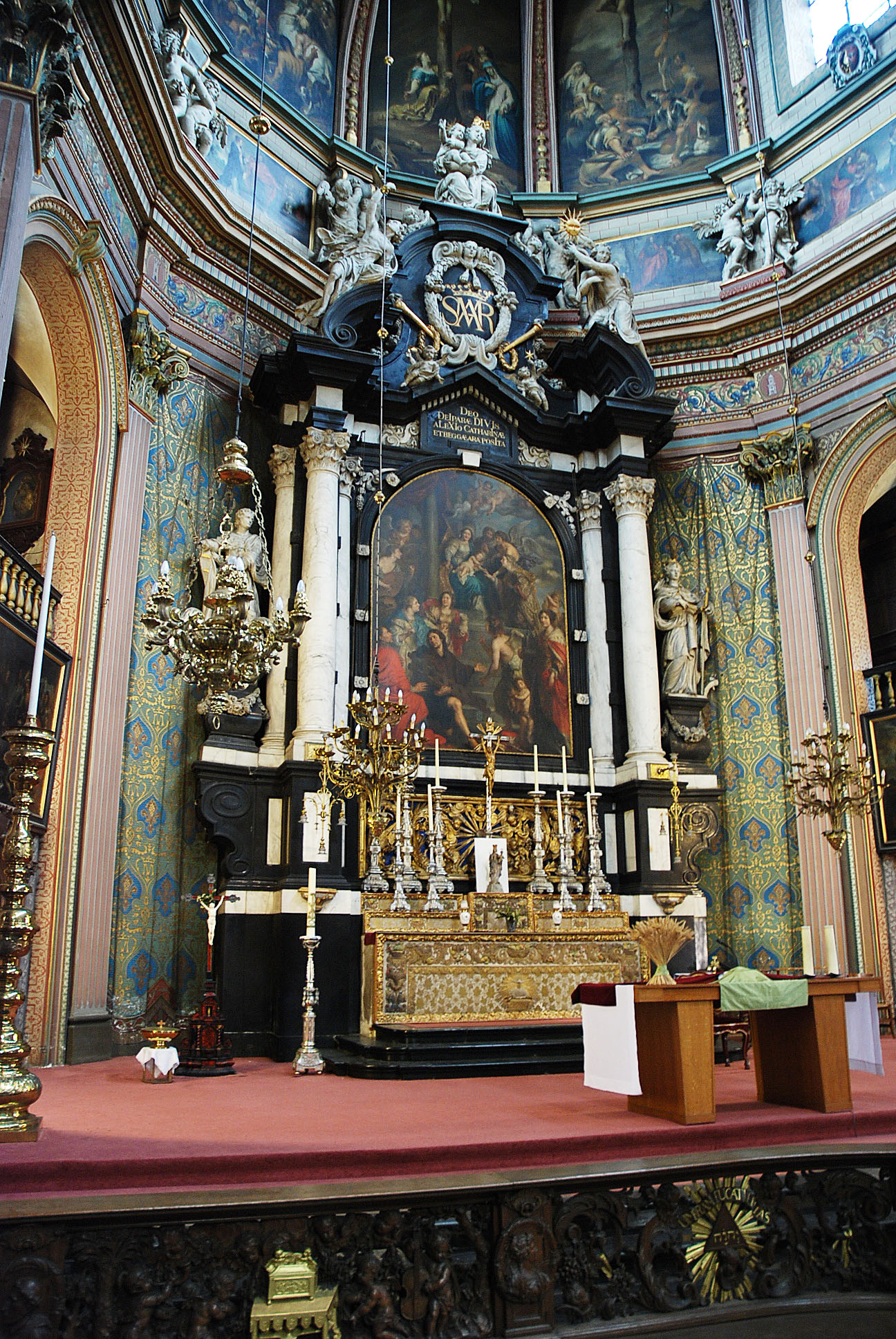
Вівтар церкви бегінок
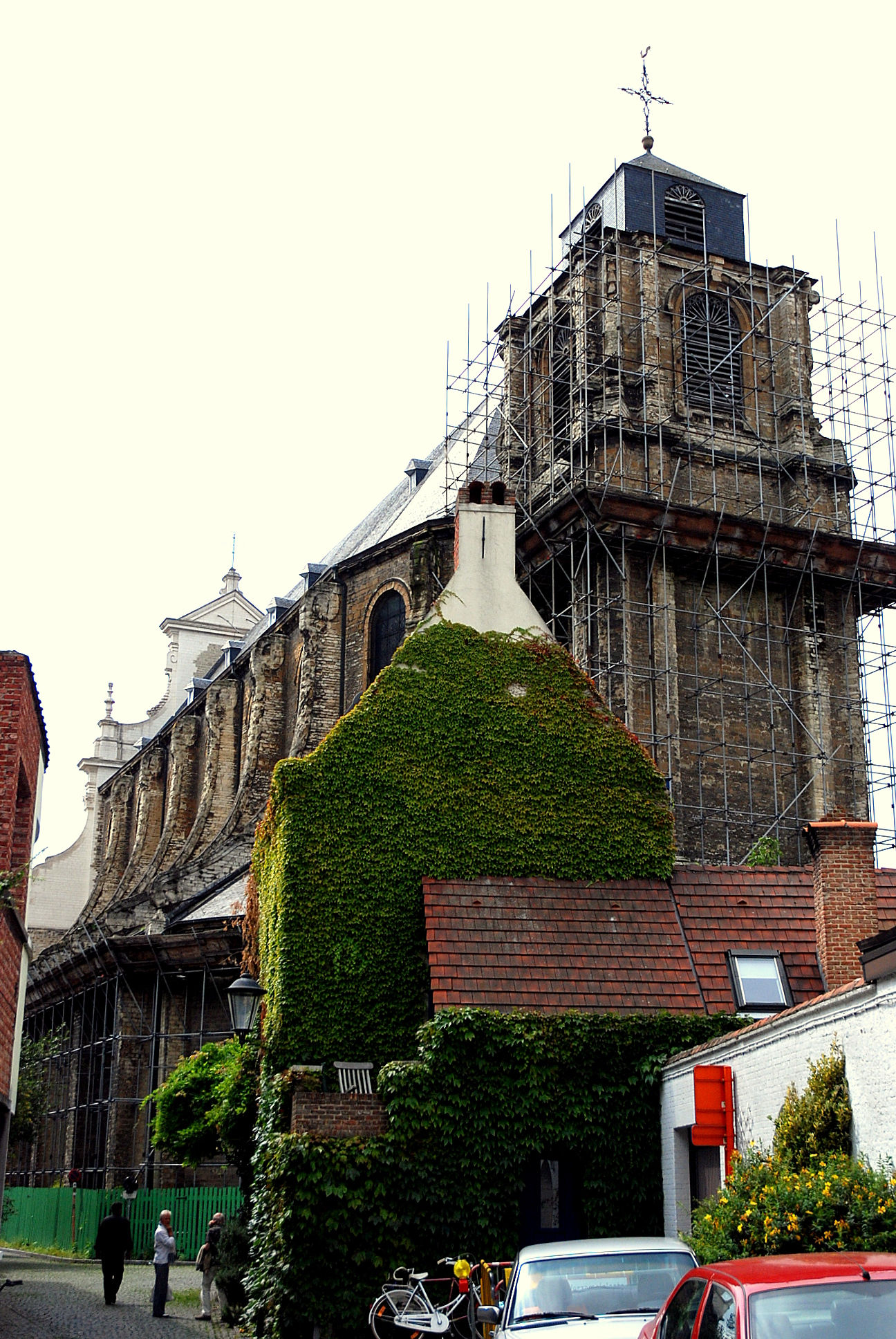
церква бегінок Св. Олексія та Катерини
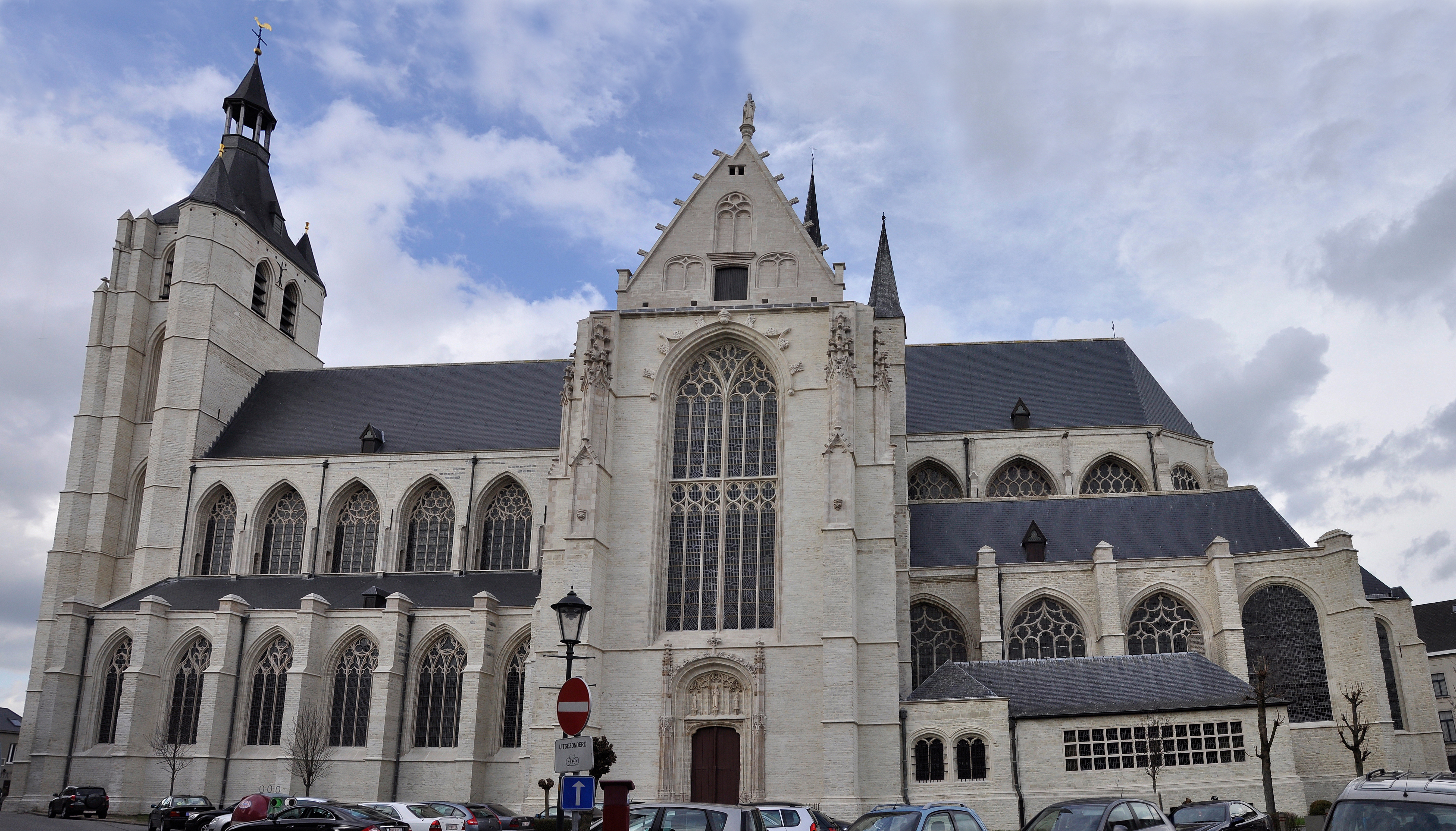
церква Богоматері за річкою Дейле, бічний фасад
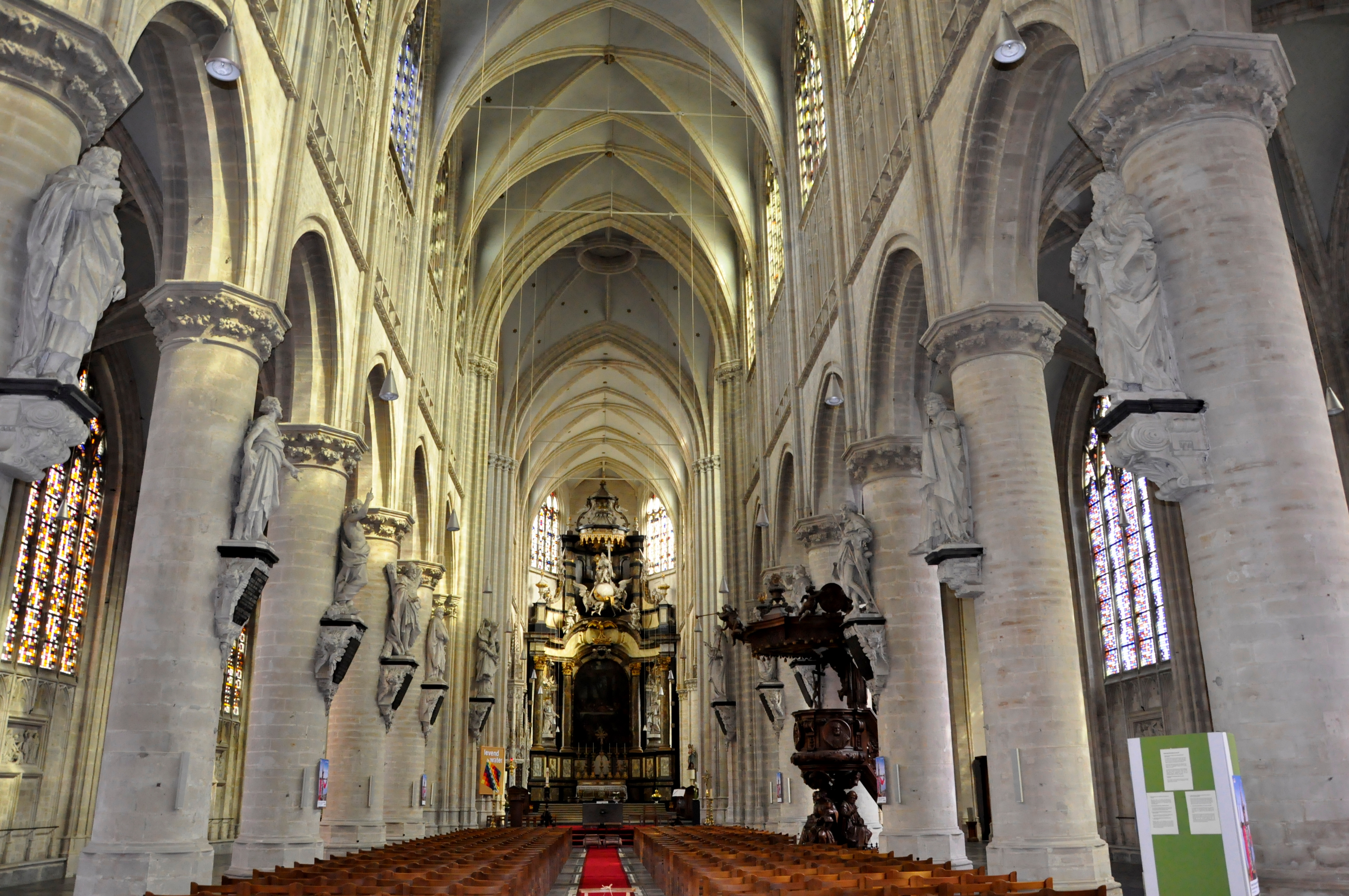
церква Богоматері за річкою Дейле, головна нава
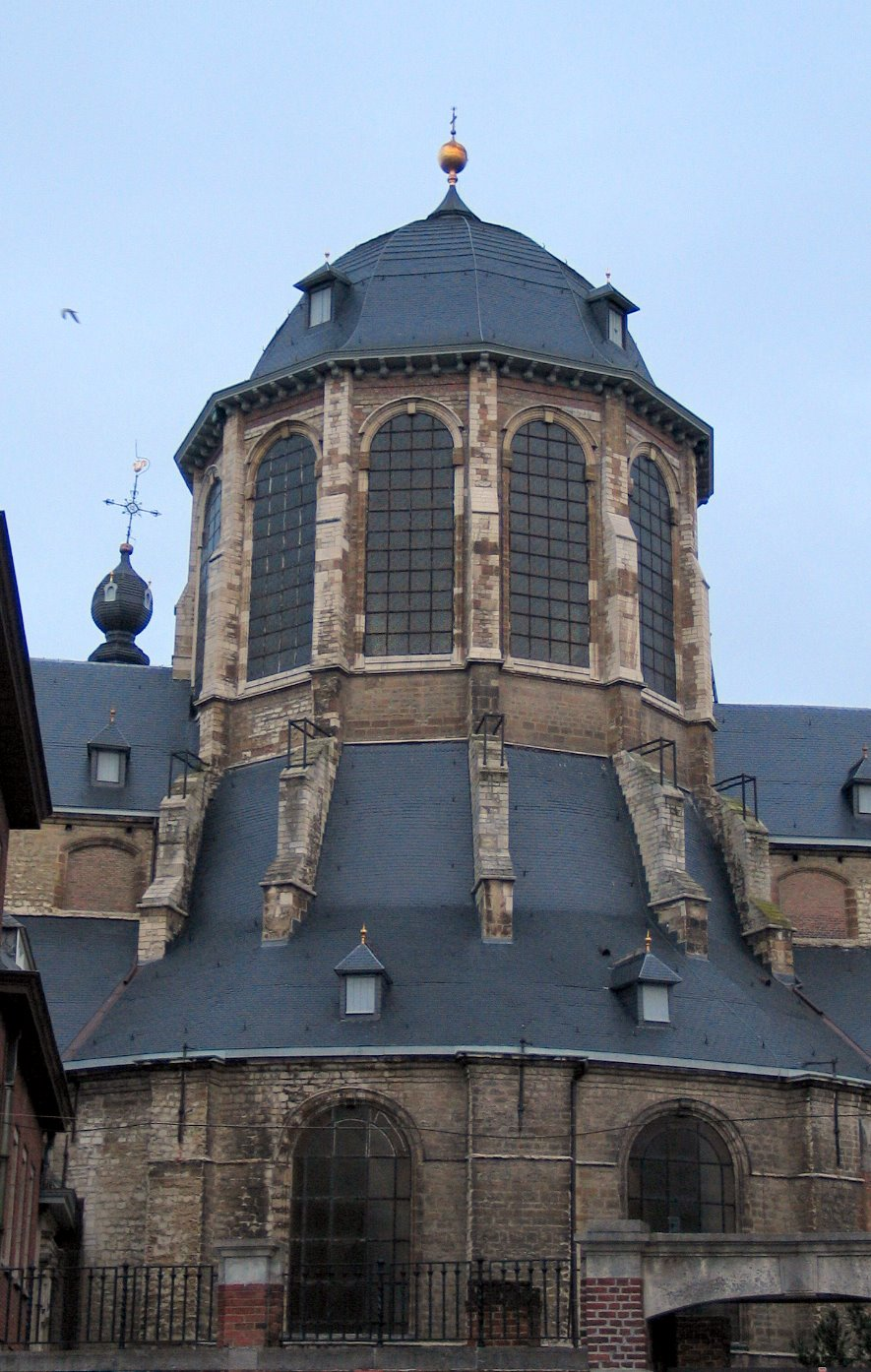
Базиліка Богоматері, купол
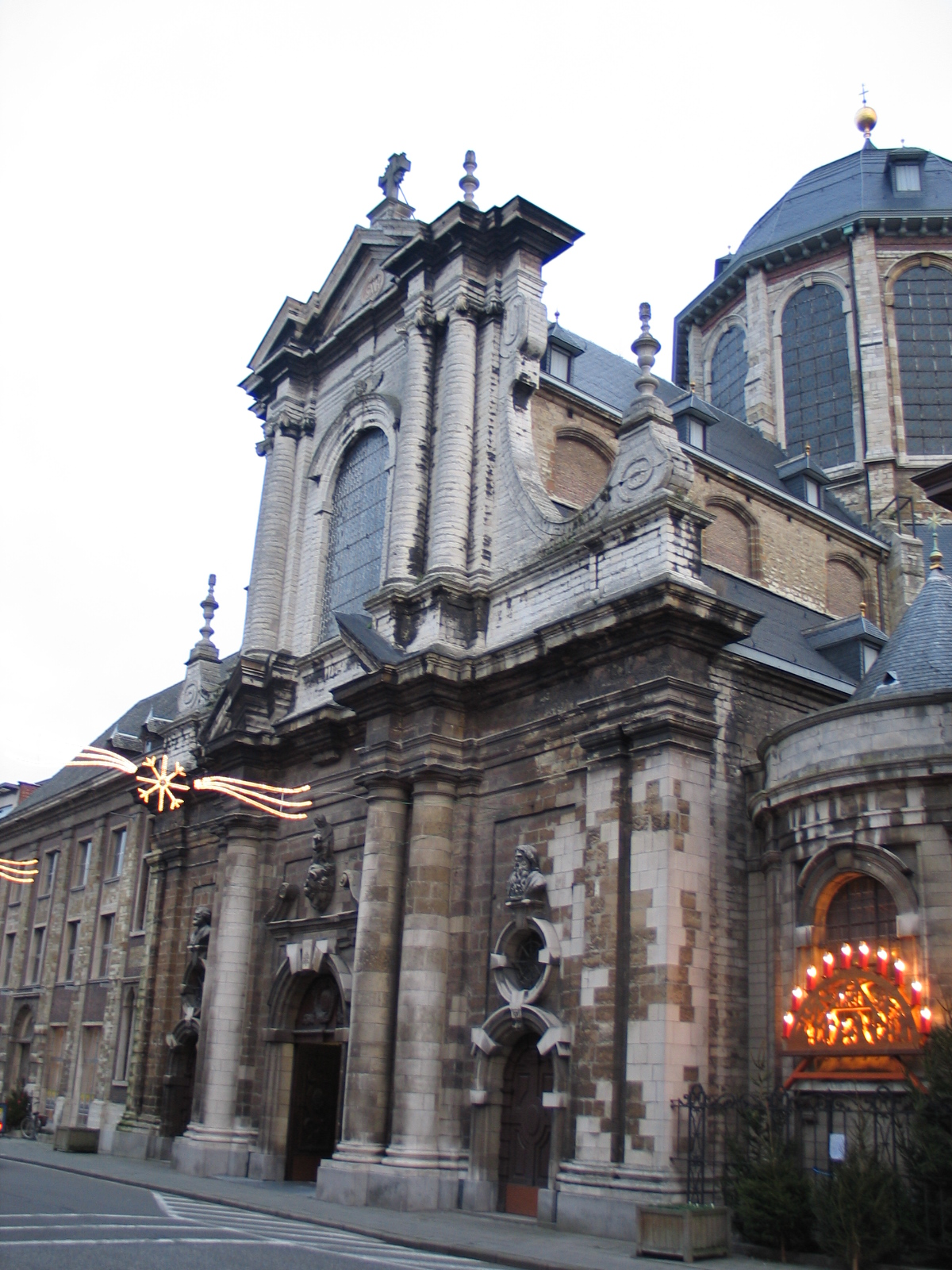
Базиліка Богоматері

## Скарби мистецтва в місті

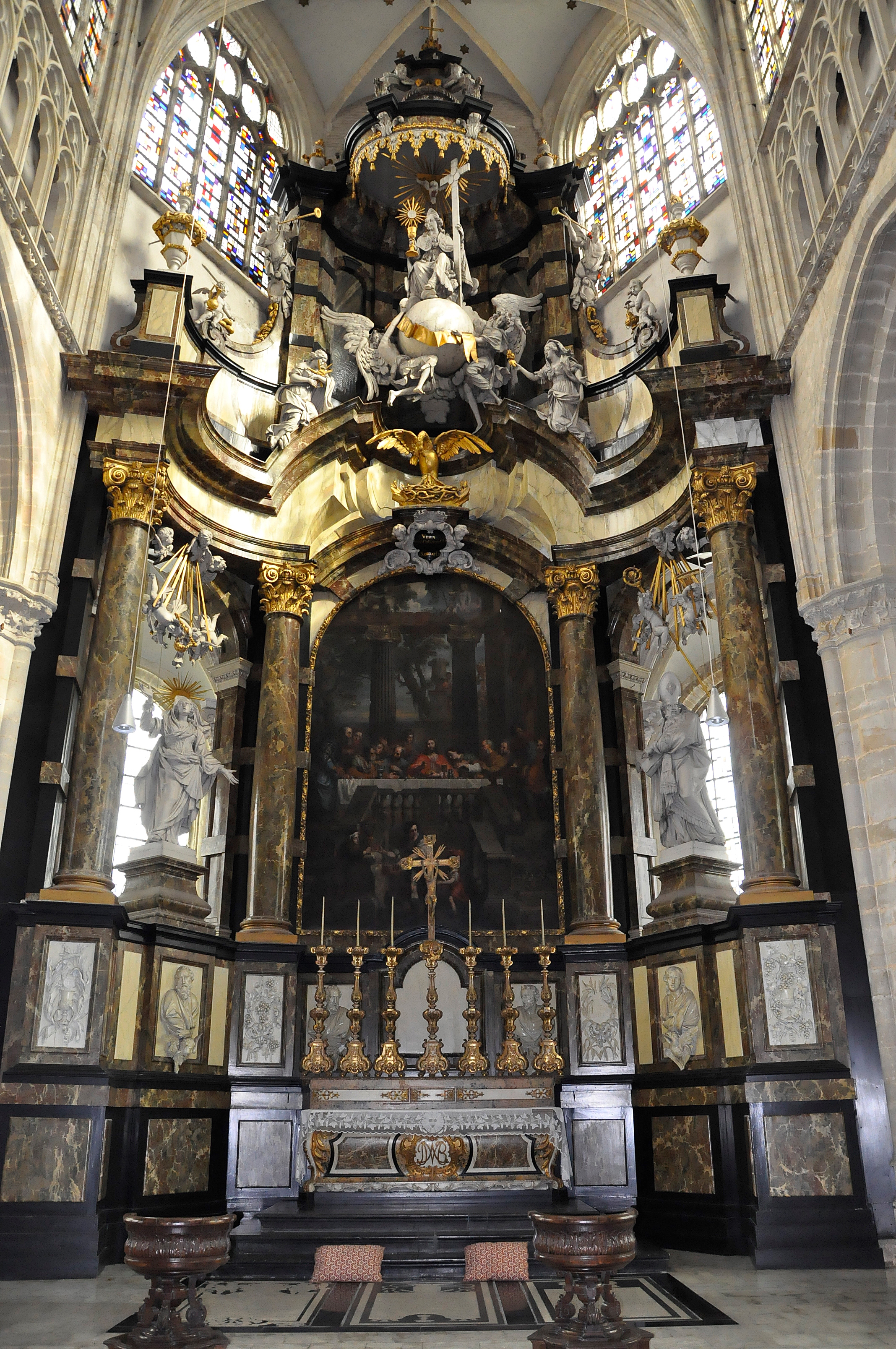
Вівтар «Таємна вечеря», церква Богоматері за річкою Дейле
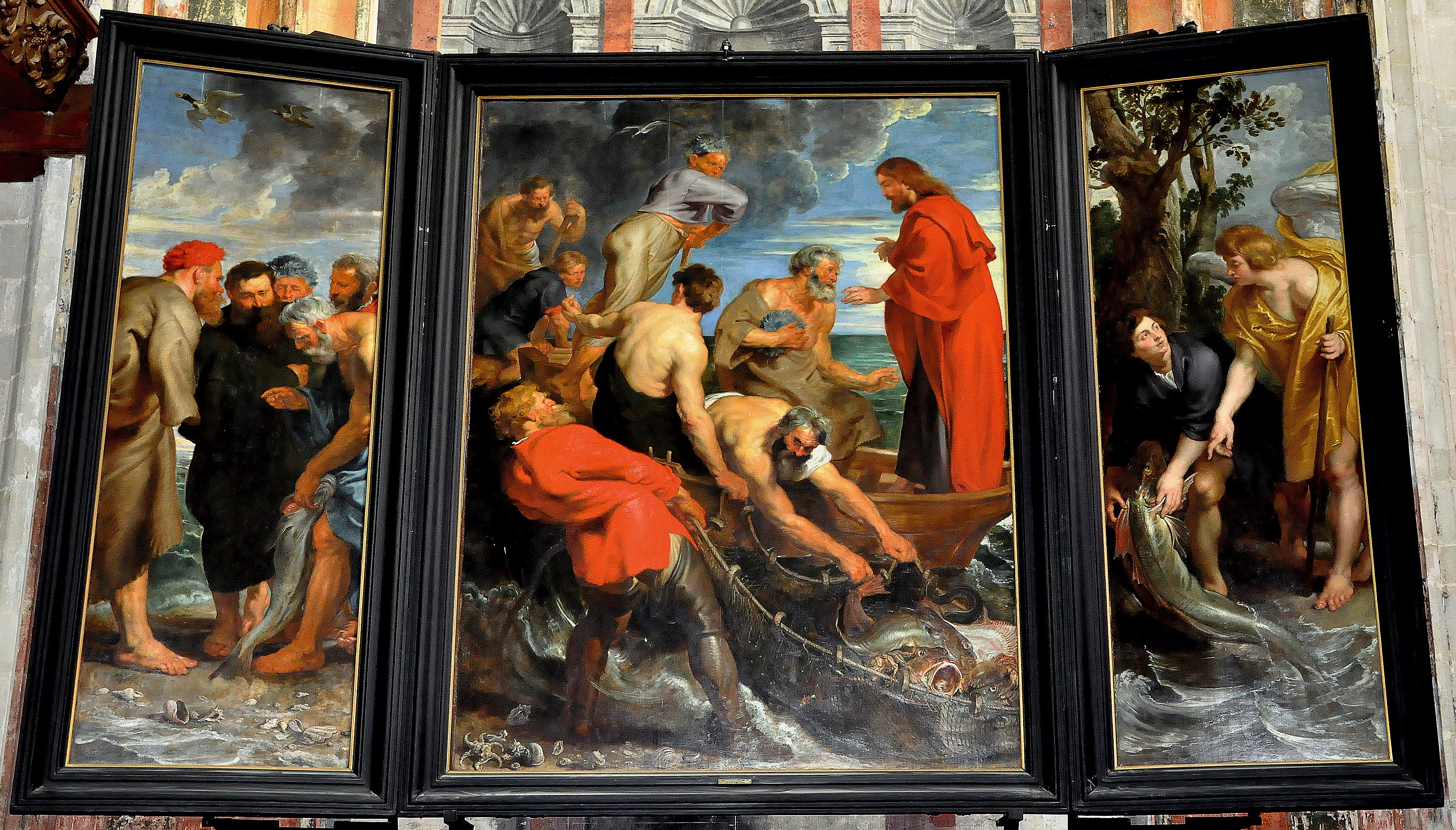
П.П. Рубенс, триптих (динарій кесаря, диво про риб, Товія та янгол)
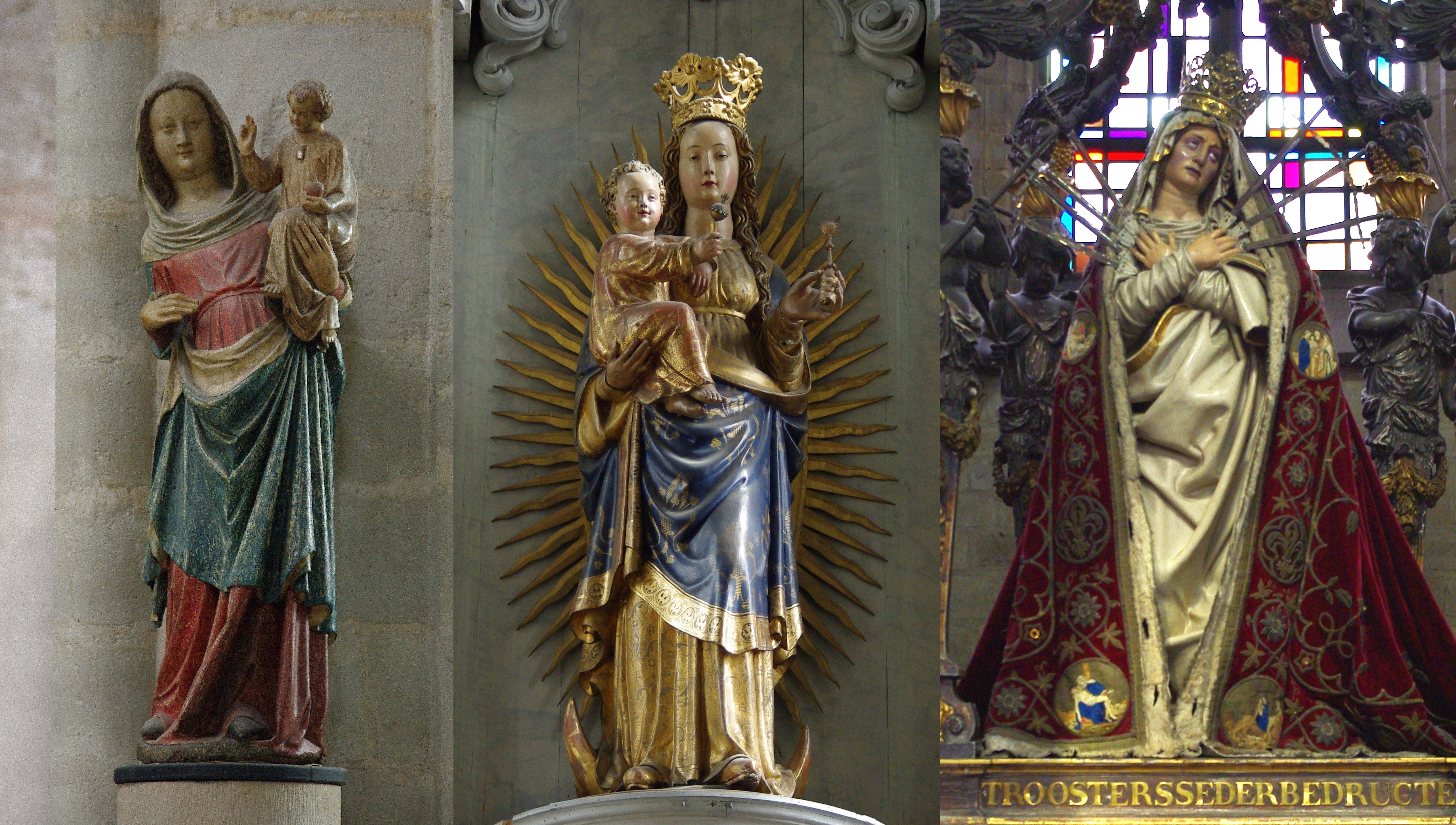
Три Мадонни, скульптури різних епох
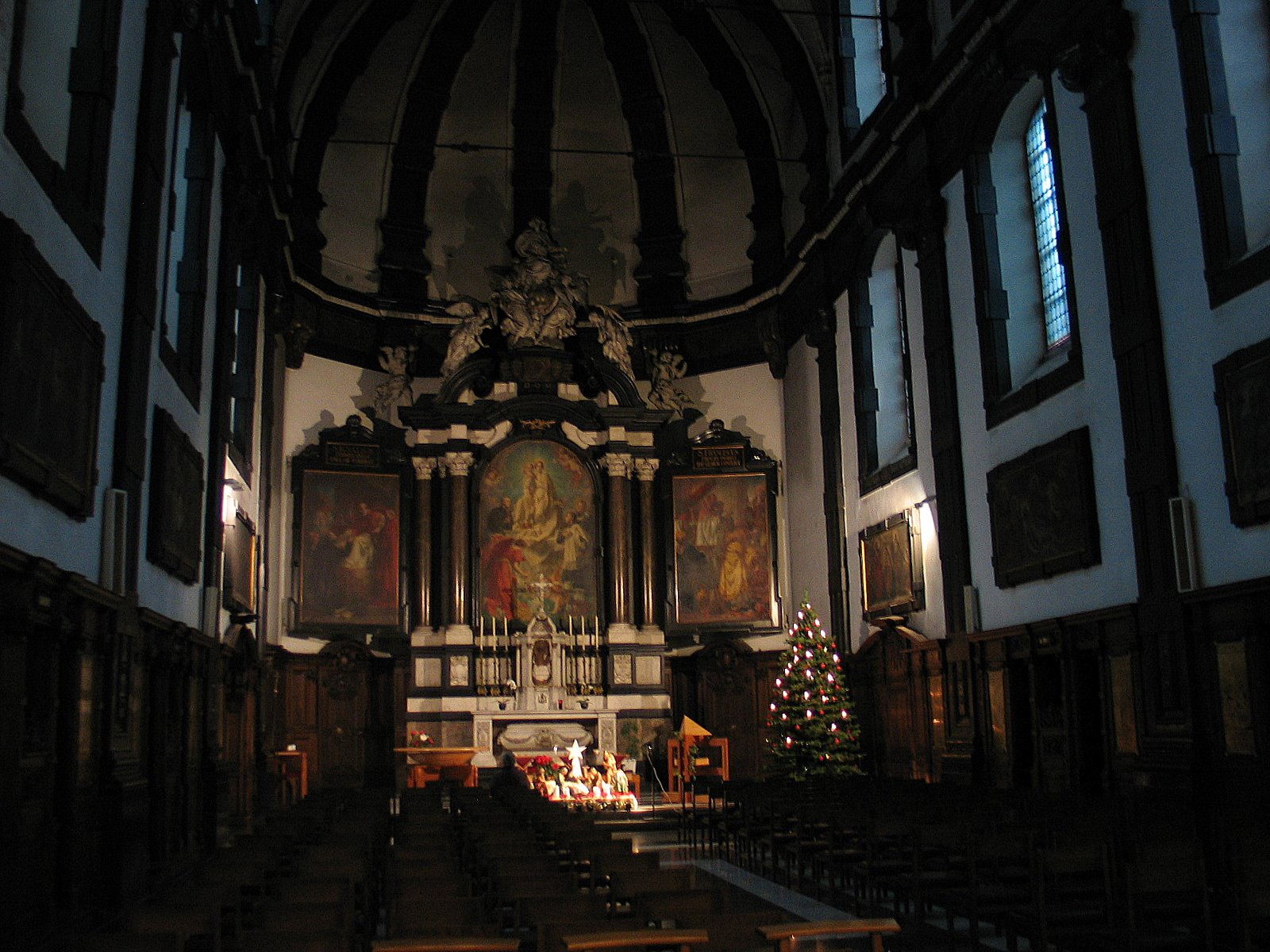

## Музеї Мехелена
- Археологічний музей

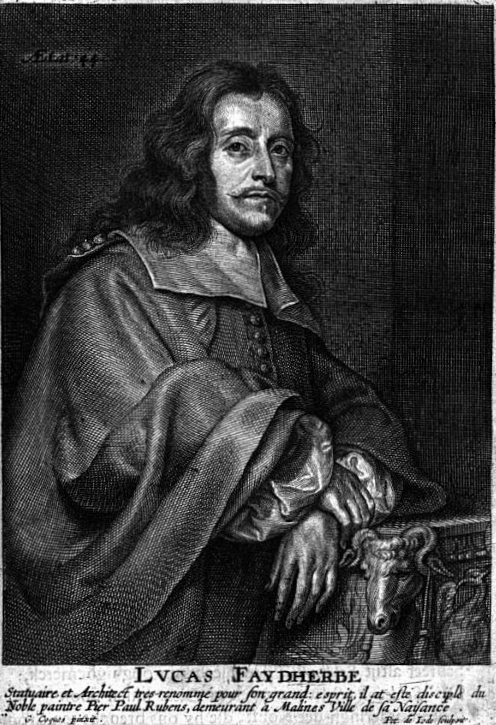
Гравер Корнеліс де Бі, портрет скульптора Луки Файдерба

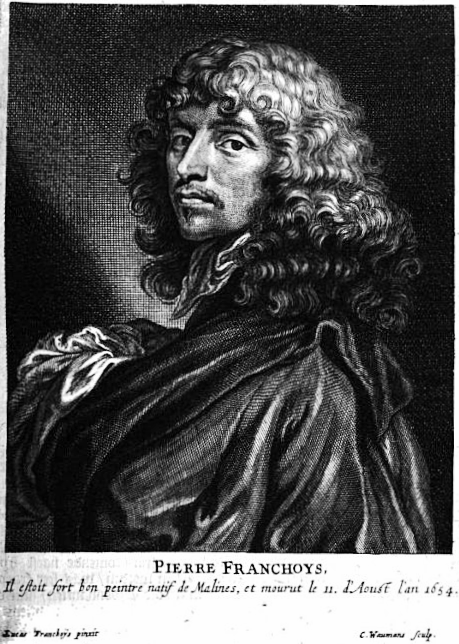
Гравер Корнеліс де Бі, портрет художника Петера Франсуа

- Брюссельська брама (споруда 13 ст. з добудовами, єдина фортечна брама, збережена донині)
- Музей годинників
- Музей іграшок
- Броварня-музей «Het Anker»
- Музей залізниці

## Особи, пов'язані з містом
- Людвиг ван Бетховен (1712—1773), дід німецького композитора Людвига ван Бетховена
- Девід Вінкбонс (1576—1639) — художник
- Деніс ван Алслот (1570—1626) — художник-пейзажист
- Ян ван де Венне(1590? — 1651) — художник фламандського бароко.
- Петер Франсуа (1606—1654) — художник доби фламандського бароко.
- Лука Файдерб (1617—1697), скульптор доби фламандського бароко.
- Ромбоут Верхюльст (1624—1698), скульптор доби фламандського бароко.
- Ганс Рукерс(Ruckers 1533/55-1598), засновник династії Ruckers, найвідоміших виробників фламандських клавесинів, що працювали в Антверпені в 16 і 17 століттях.
- Петер Кабюс (Cabus 1923—2000), фламандський композитор.
- Фернан Гойвартс (Goyvaerts (1938—2004), футболіст.
- Маргарита Йоркська

## Сучасні споруди

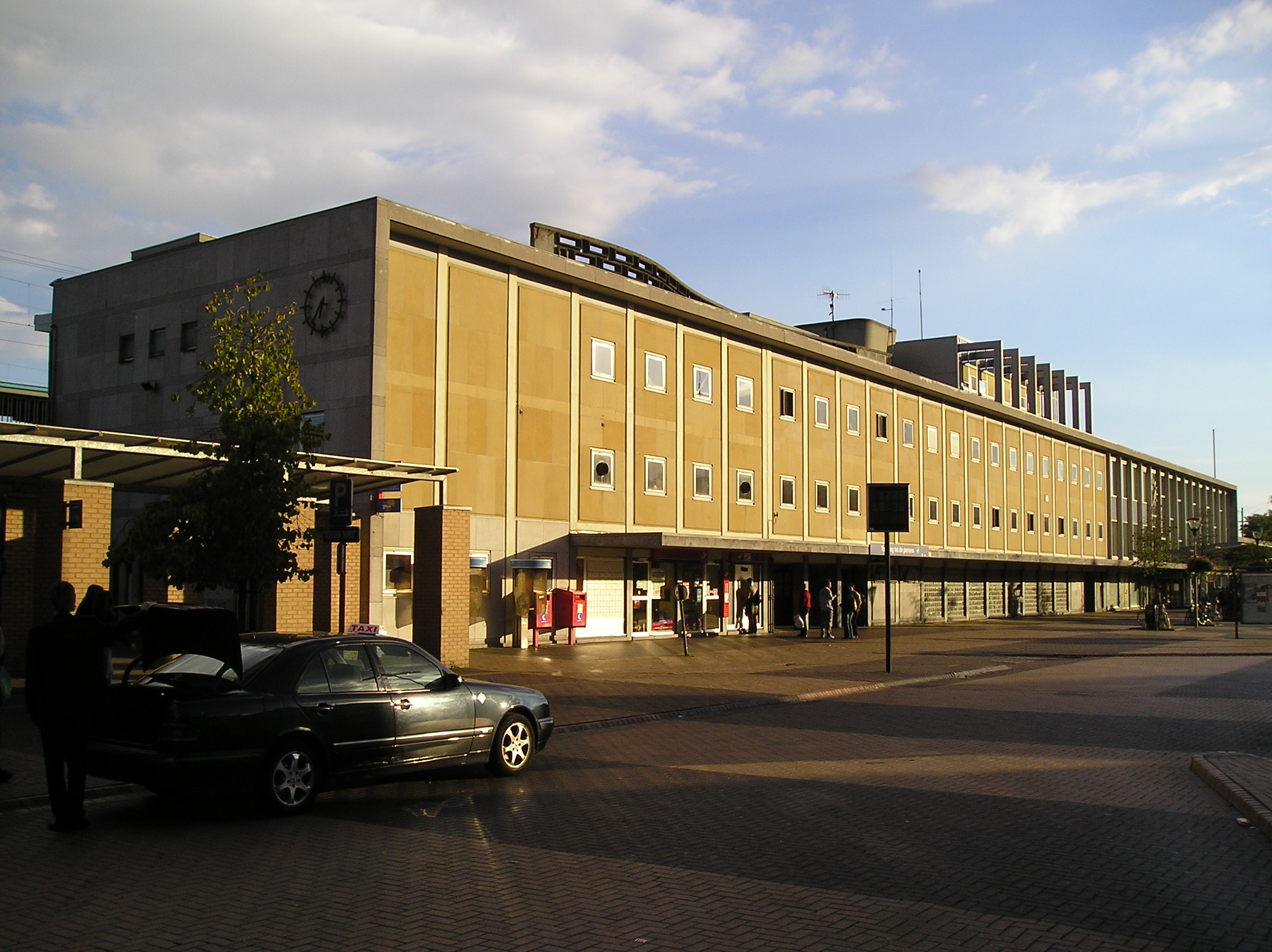
Залізничний вокзал
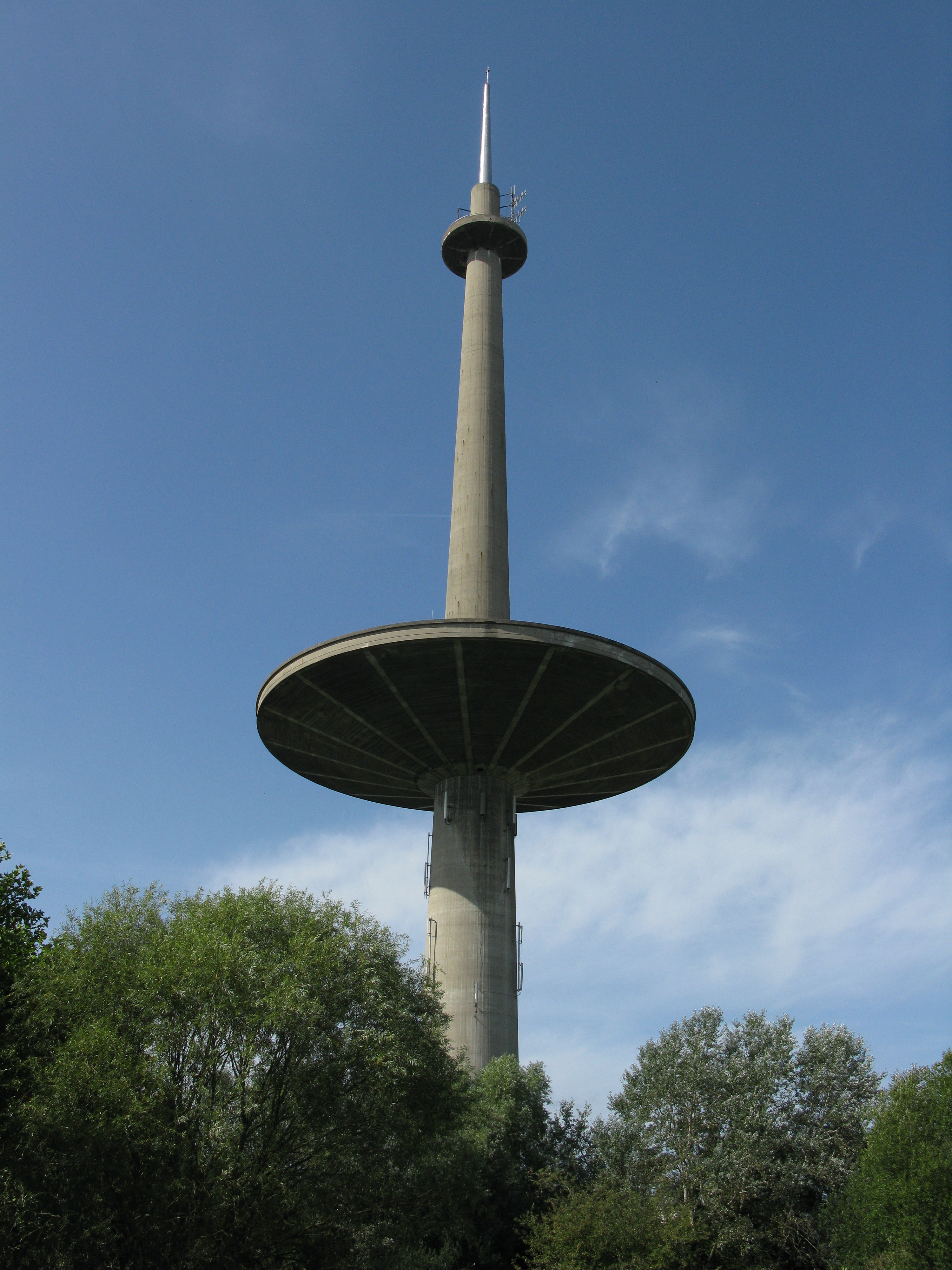
Водонапірна вежа
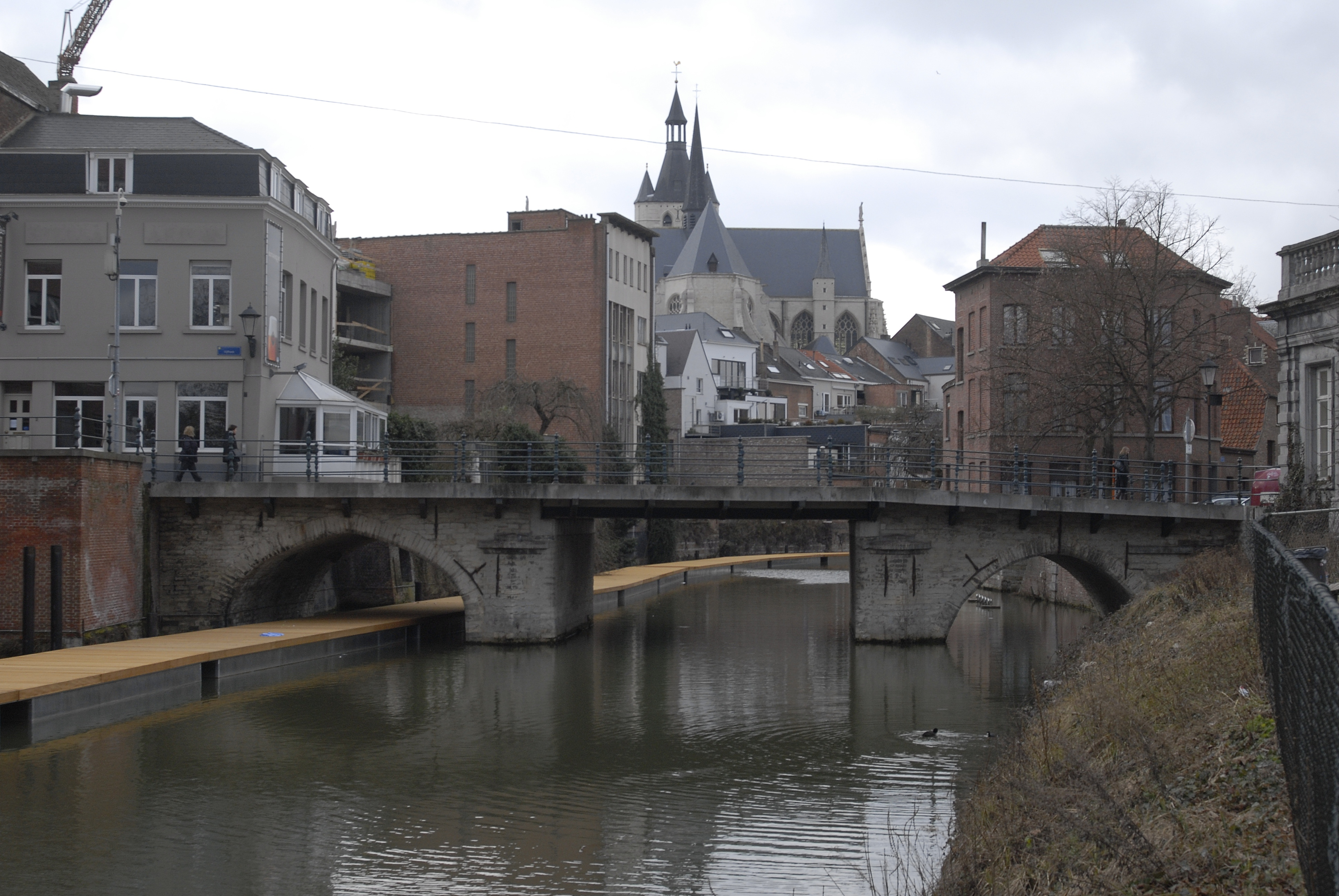
Пересічна забудова коло історичної ц-ви

## Цікаві факти
- Вважають, що від французької назви міста (Malines, «Малі́н») походить і вираз «малиновий дзвін»: собор Св. Румболда славився своїми дзвонарями.